# Cristian Benavente
Cristian Benavente Bristol (Alcalá de Henares, 19 de maio de 1994) é um futebolista profissional hispano-peruano que atua como meia-atacante. Atualmente joga pelo Sport Boys, emprestado pelo Universidad César Vallejo.

## Carreira
Em clubes, Benavente iniciou a carreira no Real Madrid Castilla, após jogar 11 anos nas categorias de base do Real Madrid. Em 2 temporadas pelo time B dos 'Merengues, disputou 29 partidas e marcou 3 gols.
Mudou-se para a Inglaterra em 2015, para jogar no Milton Keynes Dons, tendo atuado em apenas 2 partidas. Em janeiro de 2016, assinou com o Charleroi.

## Seleção Peruana
Nascido em Alcalá de Henares, na Comunidade de Madrid, Benavente (filho de um ex-jogador de futsal espanhol e de uma ex-jogadora de vôlei peruana) optou em atuar pela Seleção Peruana principal em 2013, fazendo parte do elenco que disputou a Copa América Centenário.